# الأنبا بيشوي
الأنبا بيشوي (بالقبطية البحيرية: Ⲁⲃⲃⲁ Ⲡⲓϣⲱ)، قديس مصري مسيحي عاش في القرن الرابع الميلادي.

## حياته
لما بلغ العشرين من عمره، حوالي سنة 340، انطلق إلى وادي النطرون ليتتلمذ على يدي الأنبا بموا تلميذ الأنبا مقار. ثم عكف على العبادة في خلوة دامت ثلاث سنوات لم يفارق فيها قلايته.
ظل بوادي النطرون حتى حدث هجوم للبربر عليها سنة 407. فهرب مع الرهبان وتفرقوا، فذهب الأنبا بيشوي إلى مدينة أنصنا (قرية الشيخ عبادة بالقرب من ملوي حالياً)، حتى توفي في 8 أبيب سنة 417، وقد بلغ من العمر 97 عاماً، ودُفن في حصن منية السقار بجوار أنصنا، ثم نُقل جثمانه إلى دير القديس أنبا بيشوي بأنصنا (دير البرشا). وفي زمن بطريركية البابا يوساب الأول في القرن التاسع أُعيد الجسد إلى وادي النطرون بديره المعروف إلى الآن باسم دير الأنبا بيشوي.